# Ergavia
Ergavia är ett släkte av fjärilar. Ergavia ingår i familjen mätare.

## Bildgalleri

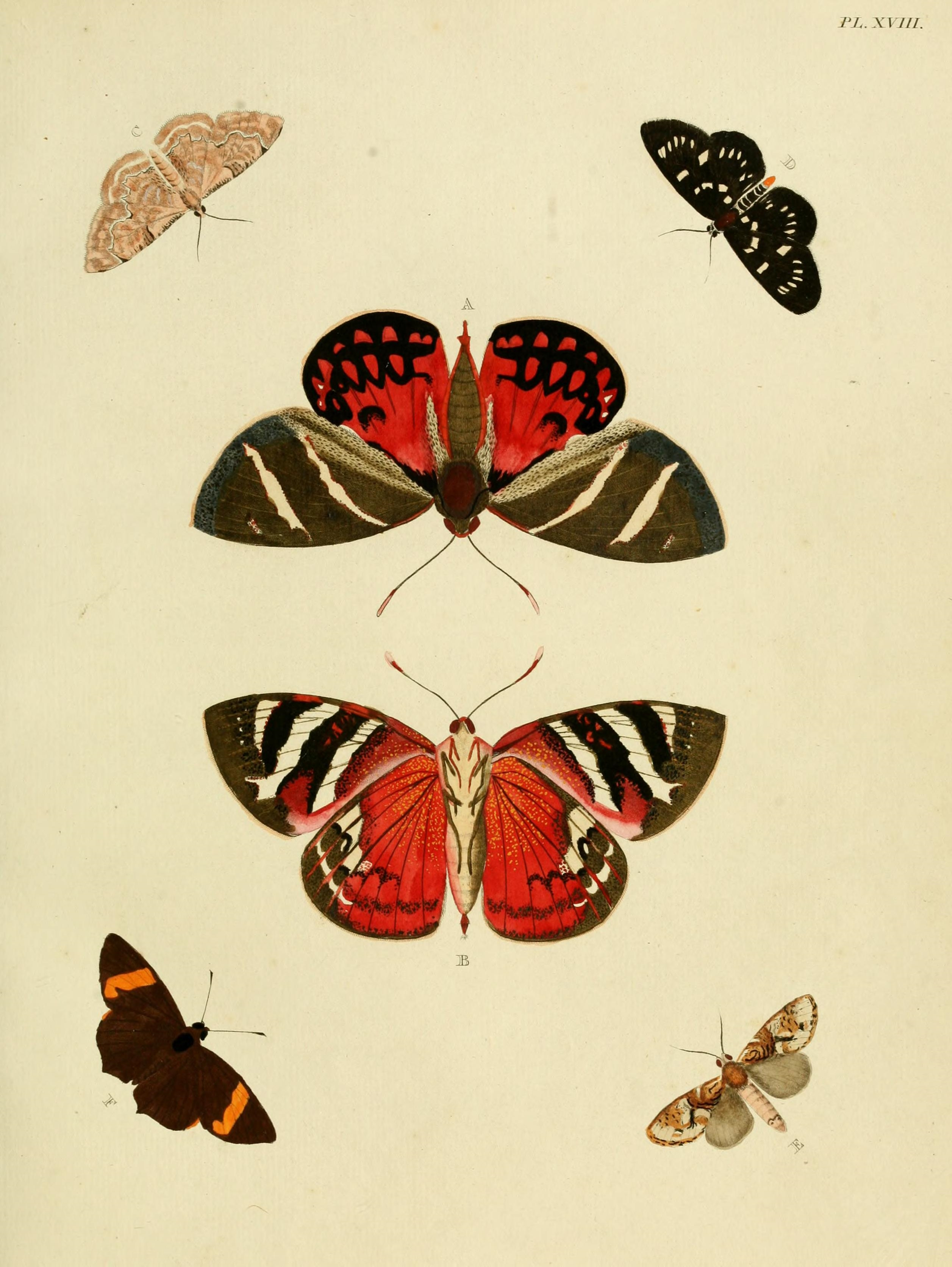

## Dottertaxa tillErgavia, i alfabetisk ordning[1]
- Ergavia athalia
- Ergavia benesignata
- Ergavia biangulata
- Ergavia bogotaria
- Ergavia brunnea
- Ergavia burrowsi
- Ergavia carinata
- Ergavia carinenta
- Ergavia carinentaria
- Ergavia costimaculata
- Ergavia diphora
- Ergavia divecta
- Ergavia drucei
- Ergavia endeoasta
- Ergavia eris
- Ergavia exstantilinea
- Ergavia illineata
- Ergavia leopoldina
- Ergavia liraria
- Ergavia meroparia
- Ergavia meropidaria
- Ergavia merops
- Ergavia morbida
- Ergavia obliterata
- Ergavia oenobapta
- Ergavia piercei
- Ergavia repleta
- Ergavia roseivena
- Ergavia stigmaria
- Ergavia subrufa
- Ergavia torva
- Ergavia venturii